# Позднєєв Дмитро Матвійович
Дмитро Матвійович Позднєєв (8 лютого 1865, Орел — 30 жовтня 1937) — російський сходознавець.

## Біографія
Народився в багатодітній сім'ї протоієрея Стрітенської церкви Матвія Автономовича Позднєєва в місті Орлі. Брат сходознавця А. М. Позднєєва.
Спочатку здобув духовну освіту — закінчив курс в Орлівській духовній семінарії (1885), а потім серед перших учнів на казенний рахунок був направлений до Київської духовної академії, яку закінчив у 1889 р. по історичному відділенню. Темою його кандидатського твору була «Історія християнства в Середній Азії з I по XV століття» .
Закінчив факультет східних мов Петербурзького університету.
До 1898 року приват-доцент, потім професор Петербурзького університету.
Дійсний член Російського географічного товариства.
Викладав історію Китаю та економічну географію країн Сходу. У 1900—1903 перебував у Китаї, склав економічні огляди торгівлі китайських портів.
У 1904—1906 роках директор Східного інституту у Владивостоці .
У 1905 році через російсько-японську війну Східний інститут був евакуйований у Верхньоудинськ. Там заняття в інституті було припинено через студентські заворушення. Однією з причин виступів вважається поведінка Д. М. Позднєєва. Влітку 1905 року департамент народної освіти розглядав питання про заворушення у Східному інституті. Д. М. Позднєєв зберіг посаду директора. 27 вересня 1905 року після студентської сходки подав у відставку. Студентські заворушення вважаються однією з причин революційних подій 1905 року у Верхньоудинську .
Перебуваючи у 1906—1910 роках у Японії, створив перший у Росії японсько-російський ієрогліфічний словник . Після повернення брав участь в організації Практичної східної академії Петербурзі.
Після відходу В. В. Бартольда Позднєєв був редактором першого ісламознавчого журналу Росії «Світ ісламу» (видання перестало виходити на початку 1914 через брак коштів) .
Викладав історію та економіку Японії та Китаю в Ленінградському державному університеті, Ленінградському східному інституті та у Військовій академії РСЧА ім. Фрунзе в Москві.

«…После революции 1917 г. Д. М. Позднеев продолжил свою педагогическую деятельность в Институте народного хозяйства имени Плеханова в Ленинграде, а с 1923 г. стал преподавать историю и экономику стран Востока в Военной Академии имени Фрунзе в Москве, куда ездил каждую неделю, несмотря на транспортные трудности. Для посадки в вагон велась предварительная подготовка, для чего вся семья отправлялась на вокзал. Молодые внедрялись в очередь и, втиснувшись в вагон, стремительно карабкались на ближайшую верхнюю полку, занимая её для отца. Несмотря на немолодой возраст, Д. М. Позднеев не пропускал лекции в Военной Академии. Он продолжал много писать. В 1925 г. была опубликована его большая работа „Япония. Страна, население, история, политика“, в которой автор проявил себя глубоким знатоком „земли обильных полей риса“. Появление книги было вызвано практической необходимостью — следовало знать могущественного соседа» 
Внучка Д. М. Позднєєва, Н. Г. Кабанова, згадуючи діда, писала:

«Поразительно, как он мог утруждать свой единственный глаз ежедневно помногу часов вырисовывая тончайшие детали иероглифов и вычитывая их в рукописях и книгах… Трудился он с раннего утра до позднего вечера. Я так и запомнила его за письменным столом с неизменной трубкой во рту, в маленькой бархатной шапочке („лысина мерзнет“), иногда с большой лупой в руках. Казалось, дед совсем не утомлялся. Ему было достаточно прилечь минут на пятнадцать, чтобы почувствовать себя вновь свежим. Перед сном дед любил раскладывать пасьянсы. Знал он их великое множество и меня приохотил к этому занятию».
Стены кабинета Д. М. Позднеева

«от пола до потолка занимали простые, неостекленные стеллажи. Книг было очень много, и самых разнообразных: художественная литература, труды по истории, экономике, астрономии, географии, атласы, этнографические альбомы, словари, различные энциклопедии, издания на всех европейских и многих восточных языках. Дорогие фолианты в кожаных переплетах с тиснением и золотым обрезом чередовались с растрепанными книжками без переплетов, рукописями. Вся левая стена кабинета, у которой стоял письменный стол, — Япония и Китай. Нижние полки на этой стене — книги дедушки, его рукописи. У письменного стола — удобное кресло китайской работы из чёрного дерева, с резной, в шашечку, широкой спинкой. Слева от стола — низкая этажерка с листами чистой бумаги и копиркой… У противоположного стеллажа, разделенные курительным столиком, стояли два низких кресла полукруглой формы, обтянутые коричневой кожей. В углу у окна пряталась жесткая кушетка, на которой в короткие перерывы от работы отдыхал дед. После ареста библиотеку изъяли»….
Життя Д. М. Позднєєва обірвалося трагічно — професора розстріляли 30 жовтня 1937 року. На довгі роки ім'я Д. М. Пізнєєва було віддано забуттю .

## Праці
- Історичний нарис уйгурів . — СПб., 1899;
- Матеріали з історії Північної Японії та її відносин до материка Азії та Росії. Т. 1-2. — Токіо — Йокогама: тип. Ж. Глюк, 1909;
- Японія: Країна, населення, історія, політика/За ред. А. А. Йорданського. — М.: Держ. воєн. вид-во, 1925. — 351 с.;
- Сучасний Китай (Боротьба за китайський ринок). — Л.: Вид-во ЛГОНО, 1925. — 85 с.

## Сім'я
Д. М. Позднєєв мав велику сім'ю — двох синів і чотирьох дочок, дві з них стали сходознавцями і продовжили справу батька. Одна з дочок: Любов Дмитрівна Позднєєва. Сім'я Д. М. Позднєєва проживала в Толстовському будинку в квартирі 660, що послужила Михайлу Булгакову одним з прообразів поганої квартири .